# Llanishen (Schiff, 1901)

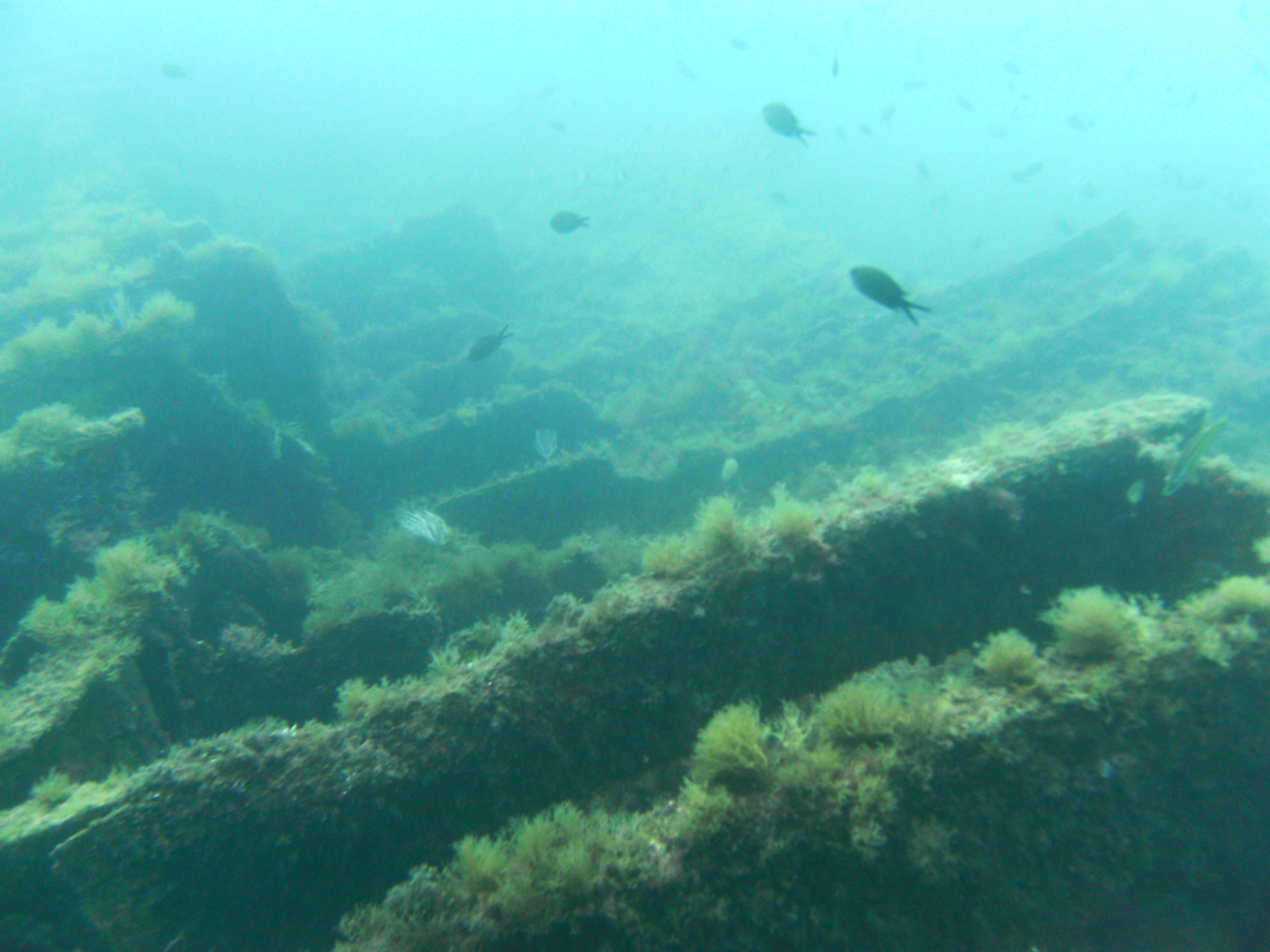
Wrack der Llanishen

Die Llanishen war ein walisischer Frachter, der im Ersten Weltkrieg von einem deutschen U-Boot torpediert wurde und anschließend an der spanischen Mittelmeerküste gestrandet ist. Die Überreste der Llanishen, im Wesentlichen der Schiffsrumpf, liegen heute in der Bucht Oliguera bei Cadaqués.

## Geschichte
Die Llanishen wurde 1901 auf der Werft Richardson, Duck & Company gebaut. Besitzer des Schiffes war die Reederei Evan Thomas Radcliffe mit Firmensitz in Cardiff, die zu Beginn des 20. Jahrhunderts Frachter für den Kohletransport von Nordengland und Wales in Richtung Mittelmeer- und Schwarzmeerregion einsetzte.
Die Llanishen wurde am 9. August 1917 auf einer Leerfahrt vom italienischen Savona zur spanischen Exklave Melilla vom deutschen U-Boot U 33 torpediert. Die Besatzung konnte sich in Beibooten zu den katalanischen Ortschaften Portbou und Port-Vendres retten, während die Llanishen weitertrieb und an der Landzunge Es Caials bei Cadaqués strandete.
Bis in die 1950er Jahre wurde immer wieder versucht, das Wrack zu versenken. Dabei haben Sprengungen durch Dynamit und die jahrelangen Einwirkungen durch Stürme und Korrosion nur noch den stark beschädigten Schiffsrumpf hinterlassen, der heute in 20 m bis 25 m Wassertiefe liegt.

## Das Wrack heute
Die Llanishen ist heutzutage ein unter Tauchern beliebtes Wrack. Es liegt in der Bucht Punta de s'Oliguera, einer der wenigen Tauchplätze im Naturpark Cap de Creus, die von Land aus betaucht werden können (Position 42° 17′ 3,2″ N, 3° 17′ 57,1″ O). Aufgrund der geringen Strömung und der niedrigen Wassertiefe lässt es sich auch von Tauchsportanfängern oder zu Ausbildungszwecken gut betauchen. Das Wrack selber dient als künstliches Riff und bietet Unterschlupf und Schutz für Fische und Meerespflanzen.